# Anpu

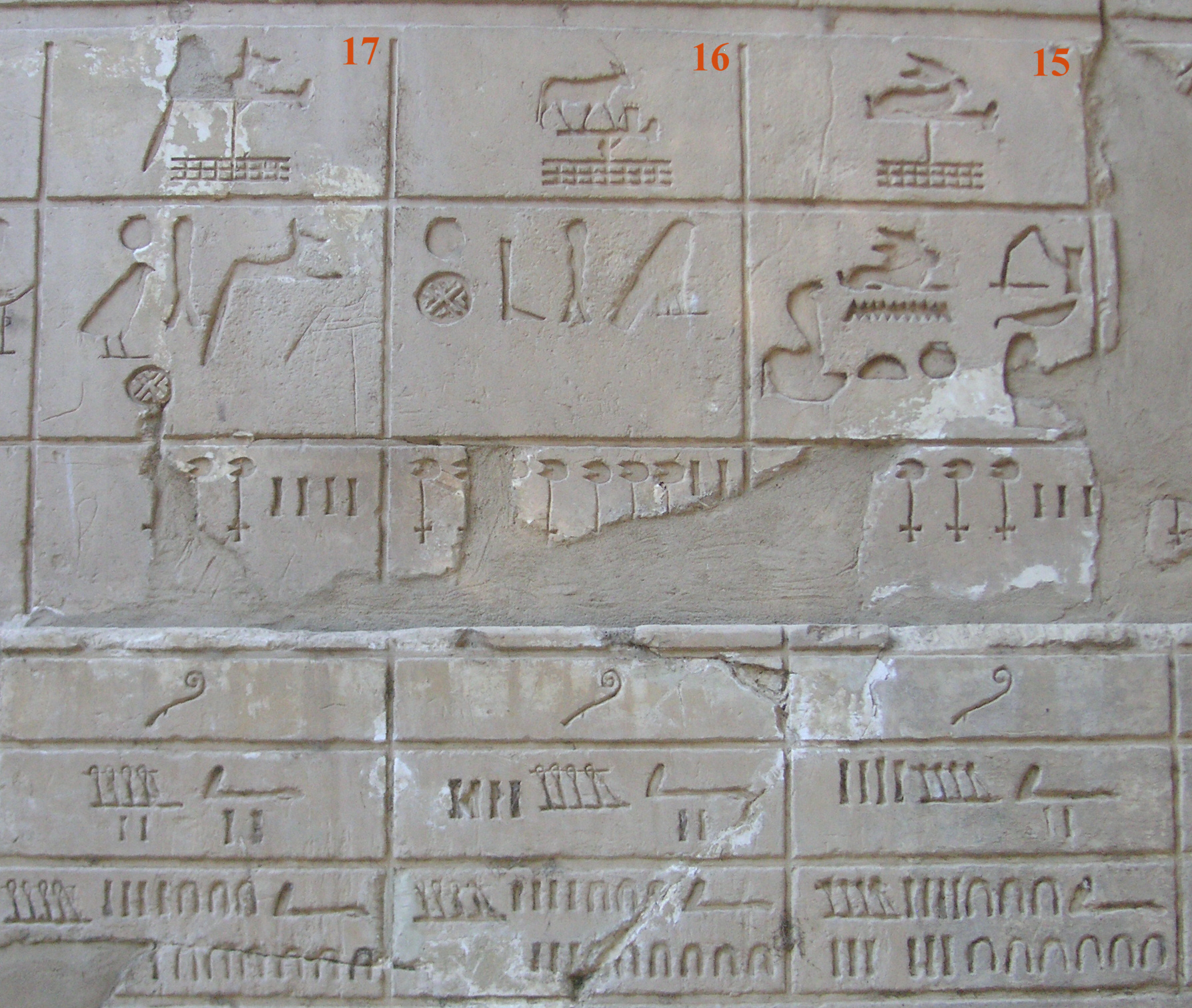
Anpu, län 17 på "Vita kapellets" vägg i Karnak.

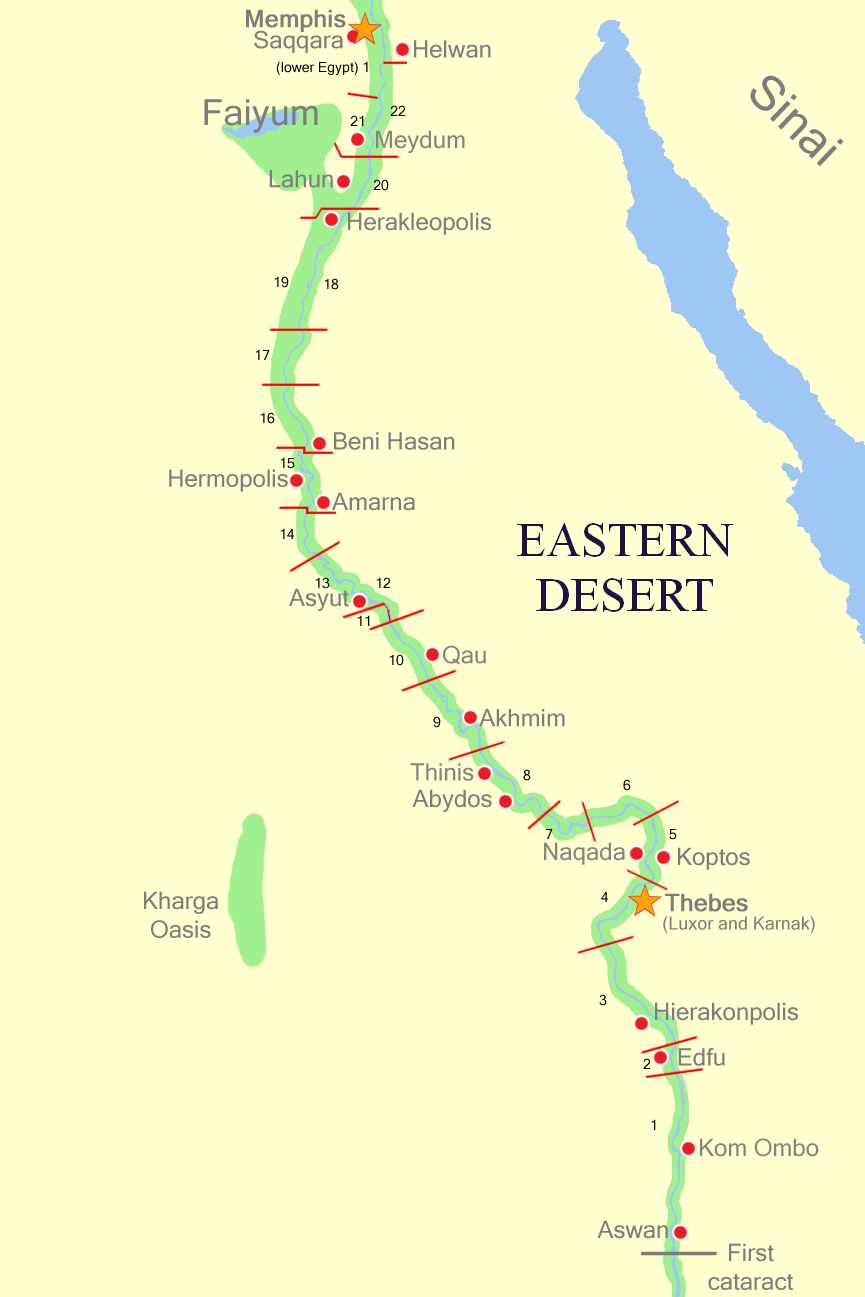
Lägeskarta över nomoi i Övre Egypten.

Anpu ("Schakalen", även Anput) var ett av de 42 nomoi (länen) i forntida Egypten.
| E15 · R12 · N24 |

Anpu med hieroglyfer

## Geografi
Anpu var ett av de 22 nomoi i Övre Egypten och hade nummer 17.
Länets yta var cirka 3 cha-ta (cirka 7,5 hektar, 1 cha-ta motsvarar 2,75 ha) med en längd om cirka 4 iteru (cirka 42 km, 1 iteru motsvarar 10,5 km).
Niwt (huvudorten) var Saka/Cynopolis (dagens al-Qais) och den övriga större orten var Hardai.

## Historia
Varje län styrdes av en nomark som officiellt lydde direkt under faraon.
Varje Niwt hade ett Het net (tempel) tillägnad områdets skyddsgud och ett Heqa het (nomarkens residens).
Länets skyddsgud var Anubis och bland övriga gudar dyrkades främst Bata och Kebechet. En omfattande beskrivning av mytologin i området återfinns i Jumilhac-papyrusen.
Idag ingår området i guvernementet al-Minya.